# Sebastian Rudy
Sebastian Rudy (Villingen-Schwenningen, 1990. február 28. –) német válogatott labdarúgó, a Schalke 04 játékosa, de kölcsönben a Hoffenheimben játszik..

## Pályafutása
2017. január 15-én bejelentették, hogy a következő szezont a német rekord bajnok Bayern München csapatánál folytatja.